# José Manuel Mercado
José Manuel Mercado (Santa Cruz de la Sierra, Imperio español; 12 de marzo de 1782-Santa Cruz de la Sierra, Bolivia; 4 de junio de 1842), conocido como el Colorao, fue un militar rioplatense que se destacó en la guerra de Independencia Argentina, y estando dentro de su marco territorial en ese entonces, en la guerra de la Independencia de Bolivia.
Ocupó militarmente la capital de la provincia de Santa Cruz de la Sierra el 14 de febrero de 1825 y proclamó la independencia de la provincia (¿Fuente?) (aunque jamás fue reconocida por nadie) el 15 de febrero. Fue electo gobernador tras ocupar la capital, siendo así el primer gobernante de Santa Cruz como territorio oficialmente independiente del Imperio español, territorio que indirectamente seguía adscrito a las Provincias Unidas del Río de la Plata hasta la ocupación grancolombiana-altoperuana ocurrida a finales del mismo mes. Ya con el advenimiento de la República, el mariscal Sucre le reconoció el grado de Coronel gracias a sus contribuciones.

## Biografía
José Manuel Mercado nació en Santa Cruz de la Sierra el 12 de marzo de 1782. Por el color de la barba y el cabello rojizo, fue conocido como "el Colorao" (que es "el colorado").
Su partida de bautizo el se dice: 

“a dos de abril de 1782, constando estar bautizado por el Licenciado don Juan Añez, en caso de necesidad puso óleo o crisma a José Manuel, de edad de dos meses, hijo de Rosa Montero y Josef Mercado, fue su padrino Juan de Dios Lara, a quien advertí su obligación y parentesco espiritual y firmo para que conste – Estevan de Vargas”.

Se crio y vivió con sus padres hasta los veinte años, edad en la que optó por la carrera militar, se enroló en el ejército español hasta el año 1809.

### La revolución de 1809
En 1809, antes de la conformación de la Junta Suprema Central, la Junta de Sevilla (una de las tantas surgidas en la Guerra de Independencia de España) envió a José Manuel de Goyeneche como comisionado a los virreinatos del Río de la Plata y del Perú. Al pasar por Río de Janeiro camino a Buenos Aires en agosto de ese año se entrevistó con la infanta Carlota Joaquina de Borbón, lo que fue de conocimiento público y aumentó el temor de caer en la órbita portuguesa.

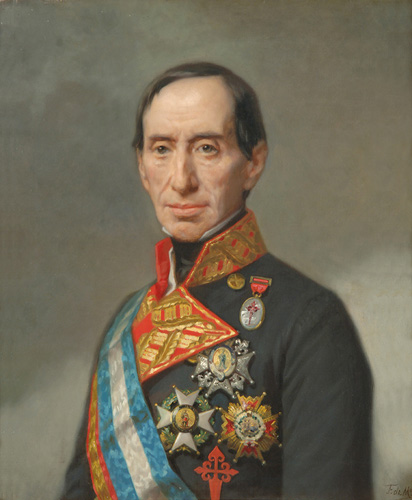
Goyeneche.

La Real Audiencia de Charcas se opuso al reconocimiento de la Junta de Sevilla y de José Manuel de Goyeneche como legítimo comisionado "habiendo otras juntas provinciales independientes de la de Sevilla", y a la infanta Carlota Joaquina de Borbón por temor de caer en la órbita portuguesa, enfrentándose al presidente de la Audiencia Ramón García de León y Pizarro, las autoridades religiosas y desafiando al autoridad del Virrey Santiago de Liniers.

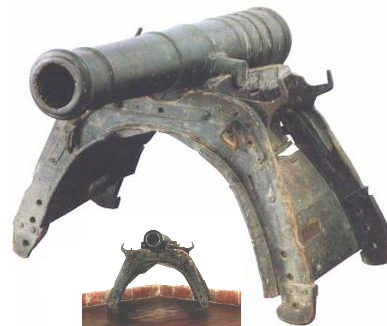
Cañón utilizado el 25 de mayo de 1809.

El 25 de mayo ante la orden de detención dictada en su contra, los oidores con el apoyo de buena parte de la población detuvieron al presidente Ramón García y Pizarro. El 26 por la mañana la Audiencia asumía el poder como "Audiencia Gobernadora", nombrando a Álvarez de Arenales como comandante general y al decano de la Audiencia, José de la Iglesia como gobernador de Charcas. Los juntistas enviaron emisarios a distintas ciudades: Bernardo Monteagudo a Potosí y Tupiza, Mariano Michel Mercado y su hermano el presbítero Juan Manuel Mercado a La Paz, José Benito Alzérreca y Justo María Pulido a Cochabamba, Joaquín Lemoine a Santa Cruz de la Sierra y Manuel Moreno a Buenos Aires.
En La Paz el 16 de julio se depuso al gobernador intendente Tadeo Dávila y al obispo de La Paz, Remigio de la Santa y Ortega y se formó una junta de gobierno independentista denominada Junta Tuitiva, presidida por el coronel Pedro Domingo Murillo. José Manuel Mercado, destinado en La Paz revistando tropas del gobernador de Mojos, capitán de fragata Pedro Pablo Urquijo, apoyó a la revolución de Murillo.
Francisco de Paula Sanz desconoció a la Audiencia de Charcas y a la Junta Tuitiva de La Paz, hizo arrestar a sus simpatizantes y pidió auxilios al virrey del Perú José Fernando de Abascal y Sousa, quien ordenó al presidente de la Real Audiencia del Cuzco, brigadier José Manuel de Goyeneche, ofrecer sus tropas al nuevo virrey del Río de la Plata Baltasar Hidalgo de Cisneros, quien las aceptó el 21 de septiembre.

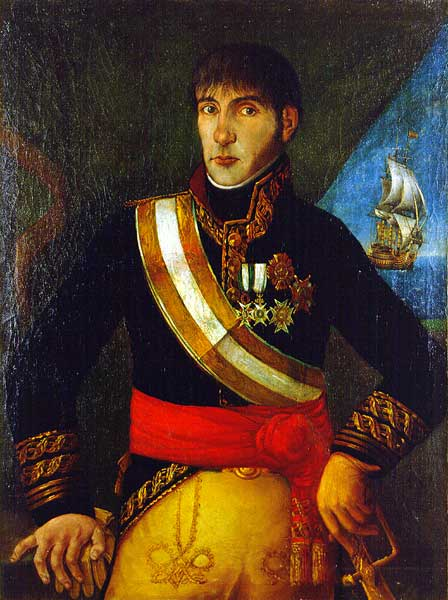
Hidalgo Cisneros

Cisneros envió el 4 de octubre de 1809 un contingente al mando del general Vicente Nieto, designado nuevo presidente de la Audiencia de Charcas. Para ese entonces ante la presión de Goyeneche la Junta Tuitiva se había disuelto, Murillo se había puesto a disposición de Goyeneche y el 6 se convenía la reposición de las autoridades. El cura José Antonio Medina, secundado por Manuel Antonio de Castro y Pedro Rodríguez, rechazó el convenio y detuvo a Morillo. Se produjeron fuertes desórdenes ante lo cual Goyeneche envió un ultimátum. El comandante Pedro Indaburu detuvo a Medina y a Rodríguez, quien fue muerto en prisión y colgado su cadáver en la plaza. Castro bajó a La Paz, venció, ejecutó y colgó a Indaburu, tras lo que Goyeneche ocupó la ciudad, persiguió y derrotó a Castro en el Combate de Irupana el 11 de noviembre, muriendo el mismo Castro. Varios de los que apoyaron a Murillo tuvieron que huir, Manuel Mercado huyó hacia el Perú.
El 14 de diciembre llegaron a Potosí, donde recibieron la noticia del sometimiento de la Real Audiencia de Charcas. El 21 de diciembre de 1809 entró a la ciudad Nieto e hizo arrestar a los oidores de la Audiencia y a muchos de sus partidarios, aún quienes habían cedido en su postura. El 29 de enero de 1810 fueron ejecutados entre otros Murillo, Mariano Graneros, Juan Bautista Sagárnaga y Gregorio García Lanza.

### Independencia
El Colorao Manuel Mercado partió del Perú con rumbo al sur, dirigiéndose a Buenos Aires, donde se incorporó al ejército de Manuel Belgrano de la Revolución de Mayo. Junto a Ignacio Warnes participó de la Expedición de Belgrano al Paraguay.
Siguió a Belgrano en su breve paso por la Banda Oriental en los comienzos de la ofensiva que culminaría en el Sitio de Montevideo (1811) y junto a Warnes en el Ejército del Norte en la Segunda expedición auxiliadora al Alto Perú. Participó de las victorias de Tucumán (septiembre de 1812) y Salta (febrero de 1813) y de las derrotas de Vilcapugio y Ayohuma.
Tras Ayohuma, con Warnes que había sido designado en 1813 por el general Manuel Belgrano como gobernador de Santa Cruz de la Sierra, y Juan Antonio Álvarez de Arenales se retiró hacia Cochabamba, mientras el grueso del ejército de Belgrano se retiraba del Alto Perú.
Los patriotas quedaban aislados en diversos territorios en donde se continuó la guerra en forma de guerrillas, lo que se dio en llamar republiquetas, siendo el general Álvarez de Arenales el líder de todas ellas. Warnes y Mercado, convertido en su segundo, pasaron a Santa Cruz de la Sierra donde Warnes conformó el territorio de la Republiqueta de Santa Cruz, la cual lideró.

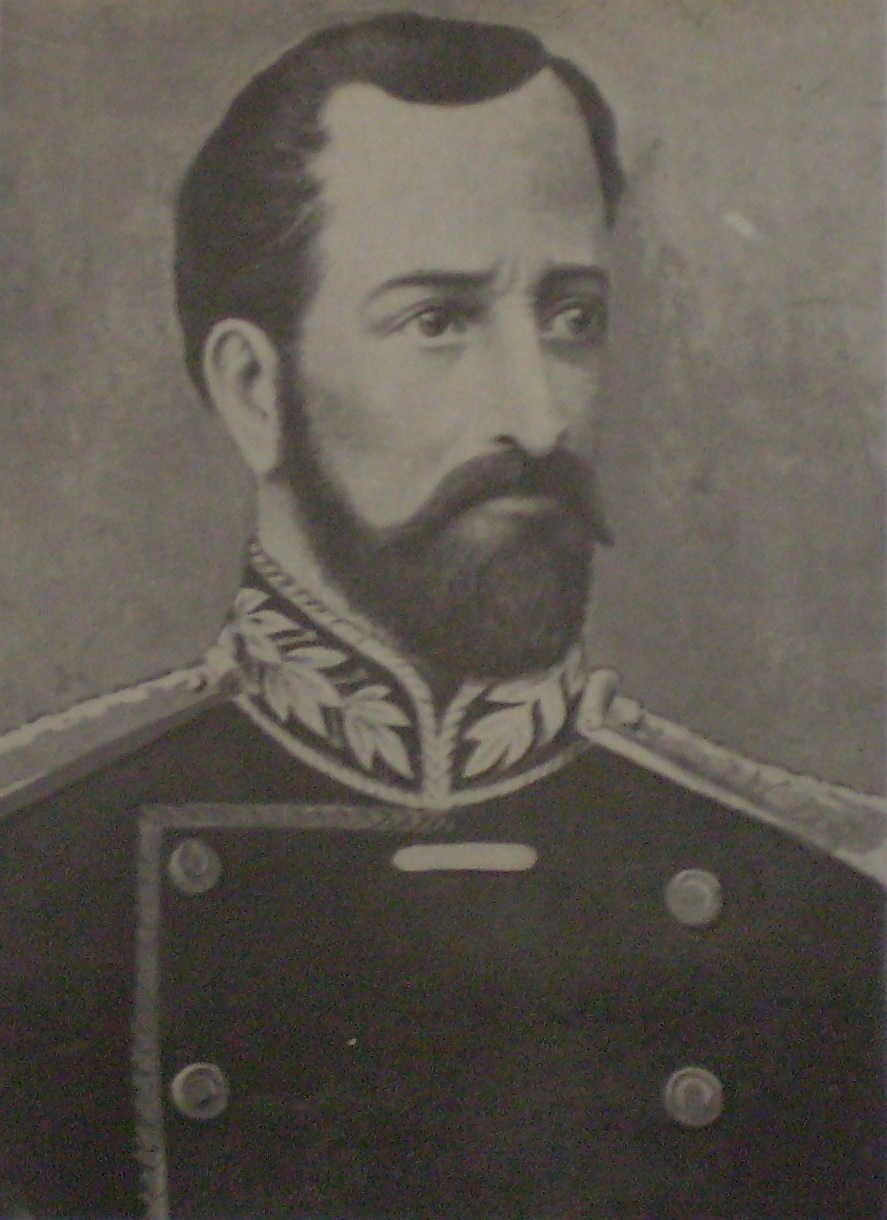
Ignacio Warnes.

El general de la Pezuela envió a Santa Cruz de la Sierra al coronel Manuel Joaquín Blanco quien venció a los patriotas en la San Pedrillo (4 de febrero de 1814) y tomó Santa Cruz de la Sierra.
En la Batalla de Florida, el 25 de mayo de 1814, las fuerzas patriotas enfrentaron nuevamente a las realistas. Warnes dirigía a 300 hombres de caballería, Mercado a otros tantos en vanguardia y Arenales al resto, unos 400 hombres de infantería y artillería.
En la madrugada del 25 de mayo el coronel Blanco atacó a las avanzadas de José Manuel Mercado, las que retrocedieron lentamente para incorporarse a la división de Warnes como estaba dispuesto en el plan de ataque. Iniciado el cruce del río Piraí por los realistas, Arenales atacó a la bayoneta en conjunto con la caballería de Warnes y Mercado que cargaron a la caballería enemiga y a la infantería que trataba de repasar el río.
Tras la victoria Arenales marchó a Cochabamba y Warnes retomó Santa Cruz. Los realistas se habían consolidado en Chiquitos por lo que Warnes, y Mercado con él, inició una expedición a esa provincia en agosto de 1815 y derrotó a los realistas en la Santa Bárbara el 27 de noviembre de 1815.
El Directorio de Buenos Aires designó gobernador al coronel Santiago Carreras, quien se rodeó de simpatizantes de los realistas, lo que originó una asonada en la que fue asesinado por soldados del Batallón de Pardos Libres el 16 de abril de 1816. Mientras Warnes volvía de Chiquitos, asumió el gobierno el coronel José Manuel Mercado, principal hombre de su confianza. De vuelta Warnes en Santa Cruz, reasumió el mando como gobernador.

El actual departamento boliviano de Santa Cruz.

El general de los ejércitos realistas del Alto Perú, Juan Ramírez Orozco envió contra Santa Cruz al coronel Francisco Xavier de Aguilera, cruceño al igual que Mercado, quien había vencido y matado al líder guerrillero Manuel Ascensio Padilla. Luego de vencer la resistencia en Vallegrande, avanzó hacia Santa Cruz.
El 21 de noviembre de 1816 se enfrentaron ambos ejércitos en la Batalla de El Pari.
El ejército realista se componía del Batallón Fernando VII, el Talavera de la Reina, dos divisiones cochabambinas y dos piezas de artillería, con un total de 1.600 hombres. El ejército patriota contaba con unos 1000 hombres: la caballería al mando del coronel Mercado, la infantería al mando del comandante Saturnino Salazar y la escasa artillería al mando del comandante Rocha.
Mercado arrolló a la caballería enemiga e inició su persecución mientras la infantería patriota se imponía gradualmente a la realista, hasta que un disparo derribó el caballo de Warnes y quedando el caudillo con su pierna aprisionada fue muerto, produciéndose la dispersión de los patriotas ante la muerte de su comandante.
Después de más de cinco horas de lucha, de los 2600 hombres sólo quedaban unos 200 del bando vencedor en el campo y unos 350 dispersos del bando patriota. Con bajas conjuntas de alrededor del 80% fue la batalla más sangrienta de las guerras de independencia americanas.

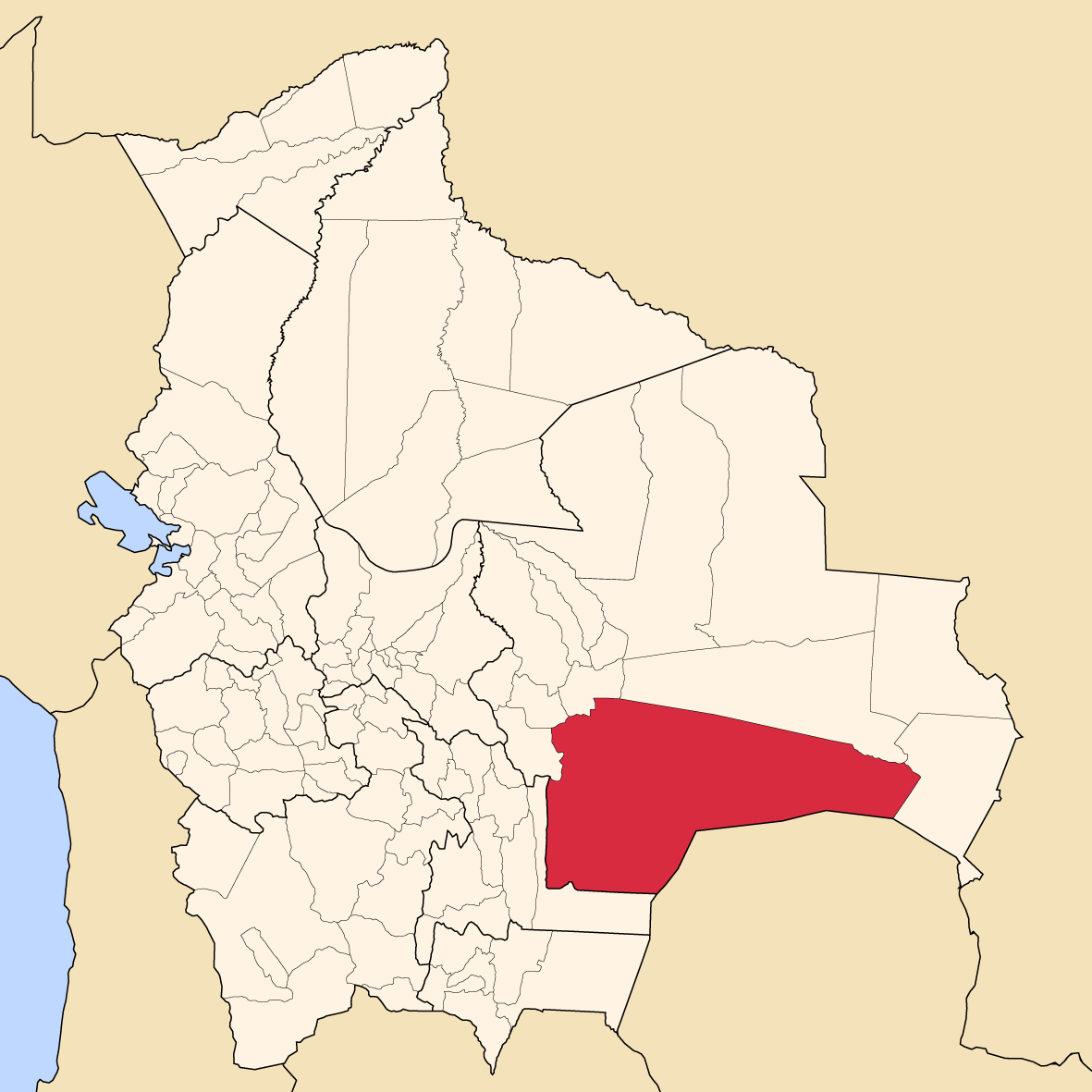
La actual provincia de Cordillera.

Muerto Warnes y la ciudad en manos de Aguilera, Mercado se retiró con los sobrevivientes de la campaña, milicianos cruceños y quereimbas (guerreros) guaraníes a Saipurú, en el territorio de Cordillera y mantuvo una constante guerra de guerrilla contra Aguilera entre 1816 y 1825. Cada vez que Aguilera se ausentaba a Vallegrande, donde tenía su cuartel, Mercado atacaba y el 9 de noviembre de 1817 y el 24 de diciembre de 1818 llegó a retomar Santa Cruz. Aguilera tenía en sus manos a la madre de Mercado y a su esposa Dolores Melgar (y a la hija de Warnes), pero las dejó libres en un acto de caballerosidad pese a que Mercado había matado a su hermano en un combate en Saipurú donde todos los realistas habían sido exterminados.
El territorio chiriguano de Cordillera fue la única zona cruceña que se mantuvo libre en los 15 años de guerra.
El 14 de febrero de 1825 el brigadier Francisco Xavier Aguilera abandonaba finalmente Santa Cruz entrando en ella triunfante el coronel José Manuel Mercado. En la plaza principal el pueblo proclamó la independencia y designó a Mercado como su primer Gobernador. Este, se subordinó a la Corriente Libertadora del Norte, liderada por Antonio José de Sucre, el cual ya había entrado a la provincia de Charcas, y le reconoció el grado de coronel en reconocimiento a su lucha. Al día siguiente el cabildo nombró a Juan Manuel Arias. 
Murió en su ciudad natal, el 3 de junio de 1842, ganando un sueldo de coronel con que fue ascendido al retirarse del servicio de las armas, por no aceptar un cambio de guarnición militar de Sorata, capital de la provincia de Larecaja: